# Bilan saison par saison des Stars de Dallas
Les Stars de Dallas sont une franchise de la Ligue nationale de hockey depuis la saison 1993-1994 après le déménagement de la franchise des North Stars du Minnesota. Depuis sa création, l'équipe a remporté une Coupe Stanley, en 1999, et a atteint la finale une autre fois, en 2000.

## Résultats
| Saison            | PJ             | V              | D              | N              | DP             | DTB            | BP             | BC             | Pts            | Classement             | Séries éliminatoires                                                        | Entraîneur                |
| ----------------- | -------------- | -------------- | -------------- | -------------- | -------------- | -------------- | -------------- | -------------- | -------------- | ---------------------- | --------------------------------------------------------------------------- | ------------------------- |
| 1993-1994         | 84             | 42             | 29             | 13             | —              | —              | 286            | 265            | 97             | 3e division Centrale   | 4-0 Blues 4-1 Canucks                                                       | Bob Gainey                |
| 1994-1995         | 48             | 17             | 23             | 8              | —              | —              | 136            | 135            | 42             | 5e division Centrale   | 4-1 Red Wings                                                               | Bob Gainey                |
| 1995-1996         | 82             | 26             | 42             | 14             | —              | —              | 227            | 280            | 66             | 6e division Centrale   | Non qualifiés                                                               | Bob Gainey Ken Hitchcock  |
| 1996-1997         | 82             | 48             | 26             | 8              | —              | —              | 252            | 198            | 104            | 1er division Centrale  | 4-3 Oilers                                                                  | Ken Hitchcock             |
| 1997-1998         | 82             | 49             | 22             | 11             | —              | —              | 242            | 167            | 109            | 1er division Centrale  | 4-2 Sharks 4-1 Oilers 4-2 Red Wings                                         | Ken Hitchcock             |
| 1998-1999         | 82             | 51             | 19             | 12             | —              | —              | 236            | 168            | 114            | 1er division Pacifique | 4-0 Oilers 4-2 Blues 4-3 Avalanche 4-2 Sabres Vainqueur de la Coupe Stanley | Ken Hitchcock             |
| 1999-2000         | 82             | 43             | 23             | 10             | 6              | —              | 211            | 184            | 102            | 1er division Pacifique | 4-1 Oilers 4-1 Sharks 4-3 Avalanche 4-2 Devils                              | Ken Hitchcock             |
| 2000-2001         | 82             | 48             | 24             | 8              | 2              | —              | 241            | 187            | 106            | 1er division Pacifique | 4-2 Oilers 4-0 Blues                                                        | Ken Hitchcock             |
| 2001-2002         | 82             | 36             | 28             | 13             | 5              | —              | 215            | 213            | 90             | 4e division Pacifique  | Non qualifiés                                                               | Ken Hitchcock Rick Wilson |
| 2002-2003         | 82             | 46             | 17             | 17             | 4              | —              | 245            | 169            | 111            | 1er division Pacifique | 4-2 Oilers 4-2 Mighty Ducks                                                 | Dave Tippett              |
| 2003-2004         | 82             | 41             | 26             | 13             | 2              | —              | 194            | 175            | 97             | 2e division Pacifique  | 4-1 Avalanche                                                               | Dave Tippett              |
| 2004-2005         | Saison annulée | Saison annulée | Saison annulée | Saison annulée | Saison annulée | Saison annulée | Saison annulée | Saison annulée | Saison annulée | Saison annulée         | Saison annulée                                                              | Saison annulée            |
| 2005-2006         | 82             | 53             | 23             | —              | 5              | 1              | 265            | 218            | 112            | 1er division Pacifique | 4-1 Avalanche                                                               | Dave Tippett              |
| 2006-2007         | 82             | 50             | 25             | —              | 3              | 4              | 226            | 197            | 107            | 3e division Pacifique  | 4-3 Canucks                                                                 | Dave Tippett              |
| 2007-2008         | 82             | 45             | 30             | —              | 4              | 3              | 242            | 207            | 97             | 3e division Pacifique  | 4-2 Ducks 4-2 Sharks 2-4 Red Wings                                          | Dave Tippett              |
| 2008-2009         | 82             | 36             | 35             | —              | 5              | 6              | 230            | 257            | 83             | 3e division Pacifique  | Non qualifiés                                                               | Dave Tippett              |
| 2009-2010         | 82             | 37             | 31             | —              | 4              | 10             | 237            | 254            | 88             | 5e division Pacifique  | Non qualifiés                                                               | Marc Crawford             |
| 2010-2011         | 82             | 42             | 29             | —              | 4              | 7              | 227            | 226            | 95             | 5e division Pacifique  | Non qualifiés                                                               | Marc Crawford             |
| 2011-2012         | 82             | 42             | 35             | —              | 1              | 4              | 204            | 218            | 89             | 4e division Pacifique  | Non qualifiés                                                               | Glen Gulutzan             |
| 2012-2013         | 48             | 22             | 22             | —              | 3              | 1              | 130            | 142            | 48             | 5e division Pacifique  | Non qualifiés                                                               | Glen Gulutzan             |
| 2013-2014         | 82             | 40             | 31             | —              | 6              | 5              | 235            | 228            | 91             | 5e division Centrale   | 2-4 Ducks                                                                   | Lindy Ruff                |
| 2014-2015         | 82             | 41             | 31             | —              | 7              | 3              | 261            | 260            | 92             | 6e division Centrale   | Non qualifiés                                                               | Lindy Ruff                |
| 2015-2016         | 82             | 50             | 23             | —              | 7              | 2              | 267            | 230            | 109            | 1er division Centrale  | 4-2 Wild 3-4 Blues                                                          | Lindy Ruff                |
| 2016-2017         | 82             | 34             | 37             | —              |                |                | 223            | 262            | 79             | 6e division Centrale   | Non qualifiés                                                               | Lindy Ruff                |
| 2017-2018         | 82             | 42             | 32             | —              |                |                | 235            | 225            | 92             | 6e division Centrale   |                                                                             | Ken Hitchcock             |
| 2018-2019         | 82             | 43             | 32             | —              |                |                | 210            | 202            | 93             | 4e division Centrale   | 4-2 Predators 3-4 Blues                                                     | Jim Montgomery            |
| 2019-2020         | 69             | 37             | 24             | —              |                |                | 180            | 177            | 82             | 3e division Centrale   | 4-2 Flames 4-3 Avalanche 4-1 Golden Knights 2-4 Lightning                   | Richard Bowness           |
| 2020-2021 Détails | 56             | 23             | 19             | —              |                |                | 158            | 154            | 60             | 5e division Centrale   | Non qualifiés                                                               | Richard Bowness           |